# 蒂萨埃斯拉尔
蒂萨埃斯拉尔（匈牙利語：Tiszaeszlár）是匈牙利索博尔奇-索特马尔-贝拉格州所辖的一个村。总面积54.60平方公里，总人口2637，人口密度48.3人/平方公里（2011年1月1日）。